# Боландоз
Боландоз (фр. Bolandoz) насеље је и општина у источној Француској у региону Франш-Конте, у департману Ду која припада префектури Безансон.
По подацима из 2011. године у општини је живело 356 становника, а густина насељености је износила 29,16 становника/km². Општина се простире на површини од 12,21 km². Налази се на средњој надморској висини од 650 метара (максималној 910 m, а минималној 590 m).

## Демографија
| 1962. | 1968. | 1975. | 1982. | 1990. | 1999. | 2011. |
| ----- | ----- | ----- | ----- | ----- | ----- | ----- |
| 266   | 294   | 290   | 294   | 316   | 299   | 356   |

График промене броја становника у току последњих година